# E575 (trasa europejska)
E575 – trasa europejska kategorii B (odnoga trasy E75), biegnąca przez południową część zachodniej Słowacji i północno-zachodnie Węgry.
E575 zaczyna się w Bratysławie, gdzie odbija od trasy europejskiej E75. Na Słowacji biegnie szlakiem drogi krajowej nr 63 przez Šamorín i Dunajską Stredę do miasta Veľký Meder, a następnie szlakiem drogi lokalnej 586 do granicy państwowej Medveďov – Vámosszabadi (na moście przez Dunaj). Na Węgrzech E575 biegnie szlakiem drogi krajowej nr 14 do Győr, gdzie łączy się z trasami europejskimi E60 i E75 (węgierską autostradą M1).
Ogólna długość trasy E575 wynosi około 84 km, z tego 76 km na Słowacji, 8 km na Węgrzech.